# Villamar
Villamar (sardinski: Mara Arbarèi) je grad i općina (comune) u pokrajini Južnoj Sardiniji u regiji Sardiniji, Italija. Nalazi se na nadmorskoj visini od 108 metara i ima 2 727 stanovnika.
 Prostire se na 38,53 km². Gustoća naseljenosti je 71 st/km².
Susjedne općine su: Sanluri, Guasila, Furtei, Las Plassas, Lunamatrona, Pauli Arbarei, Segariu i Villanovafranca.